# 凯西·雅克布森
凯西·加德纳·雅克布森（英語：Casey Gardner Jacobsen，1981年3月19日—），前美国NBA联盟的职业篮球运动员。他在2002年的NBA选秀中第1轮第22顺位被菲尼克斯太阳选中。